# Paial
Paial là một đô thị thuộc bang Santa Catarina, Brasil. Đô thị này có diện tích 85,761 km², dân số năm 2007 là 1821 người, mật độ 23,1 người/km².